# Gourdou-Leseurre GL.50
Gourdou-Leseurre GL.50, còn gọi là Gourdou-Leseurre Type F, là một mẫu thử máy bay tiêm kích của Pháp đầu thập niên 1920.

## Biến thể
- GL.51

## Tính năng kỹ chiến thuật (GL.50)
Đặc điểm tổng quát
- Kíp lái: 2
- Sải cánh: 14.60 m (47 ft 11 in)
- Chiều cao: 2.85 m (9 ft 4 in)
- Diện tích cánh: 40.00 m2 (430.57 ft2)
- Trọng lượng có tải: 2010 kg (4431 lb)
- Powerplant: 1 × Hispano-Suiza 8Fb, 224 kW (300 hp)

Hiệu suất bay
- Vận tốc cực đại: 210 km/h (131 mph)

Vũ khí trang bị
- 4 x súng máy Darne 7,7mm